# Oxymycterus dasytrichus
Oxymycterus dasytrichus là một loài động vật có vú trong họ Cricetidae, bộ Gặm nhấm. Loài này được Schinz mô tả năm 1821.